# Johannes Doberschütz
Johannes Doberschütz (* 26. Februar 1980 in Leipzig) ist ein ehemaliger deutscher Ruderer, der 2002 Vizeweltmeister mit dem Achter war.

## Sportliche Karriere
Der 2,05 m große Johannes Doberschütz vom Akademischen Ruderverein zu Leipzig war 2000 U23-Weltmeister im Achter. 2001 rückte er in den Deutschland-Achter auf. Bei den Weltmeisterschaften 2001 belegte das Boot mit Sebastian Schulte, Thorsten Engelmann, Johannes Doberschütz, Stephan Koltzk, Jörg Dießner, Enrico Schnabel, Ulf Siemes, Michael Ruhe und Steuermann Peter Thiede den dritten Platz hinter den Achtern aus Rumänien und Kroatien. Im Jahr darauf gewann der Deutschland-Achter in der gleichen Besetzung die Silbermedaille hinter den Kanadiern bei den Weltmeisterschaften in Sevilla. Im Ruder-Weltcup 2003 siegte der Deutschland-Achter bei den ersten beiden Regatten und wurde Zweiter in Luzern. Bei den Weltmeisterschaften erreichte das Boot nur mit Mühe das Finale und belegte dort den sechsten Platz. 2004 ruderte Doberschütz im Vierer mit Steuermann und belegte den siebten Platz bei den Weltmeisterschaften, 2005 gewann er in dieser Bootsklasse die Bronzemedaille.
Doberschütz war 2003 Deutscher Meister im Achter. 2001, 2002 und 2004 gewann er den Titel im Vierer mit Steuermann. Johannes Doberschütz ist der Sohn der ehemaligen Ruderer Renate Bänsch und Jens Doberschütz.